# Tahar Zbiri
Tahar Zbiri (en arabe : الطاهر زبيري), né le 4 avril 1929 à Oum El Adhaim  (aujourd'hui dans la wilaya de Souk Ahras, alors dans le département de Constantine) et mort le 30 octobre 2024 à Alger, est un militaire algérien surtout connu pour son rôle dans les évènements militaires et politiques qui ont suivi l'indépendance de son pays, en particulier dans la tentative de coup d'État de 1967 contre le président Houari Boumédiène.
Il est responsable de la wilaya I pendant la guerre d'Algérie. Après l'indépendance, il est nommé chef d'état-major de l'Armée nationale populaire, premier du titre, en 1963. Il participe au coup d'État militaire de 1965.

## Biographie

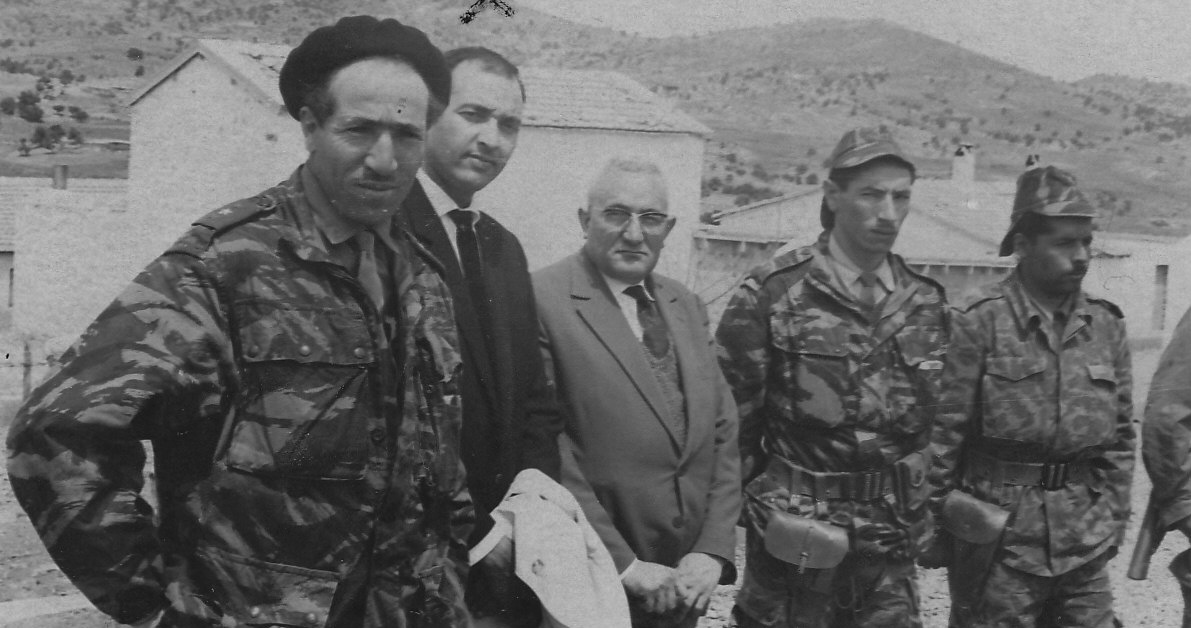
Tahar Zbiri (à gauche).

Initialement, Tahar Zbiri est chef d'équipe aux mines de fer de l'Ouenza lorsqu'il adhère au PPA-MTLD. Militant de la CGT, il participe, en liaison avec Badji Mokhtar, à la préparation de l'insurrection du 1er novembre 1954, dans la région de Guelma. Il est arrêté le 3 janvier 1955 lors d'un accrochage au djebel Sidi Ahmed, près de la frontière algéro-tunisienne, emprisonné à Souk Ahras puis à Constantine. Condamné à mort en 1955, il s'évade le 10 novembre 1955 de la prison de Constantine avec Mostefa Ben Boulaïd.
Membre de la direction de la wilaya I (Aurès), il entre au Conseil national de la Révolution algérienne (CNRA) en 1959 et devient colonel commandant de la wilaya I de 1961 à 1962, à la suite de la mort du commandant Souahi Ali, chef de la wilaya, le 11 février 1961.
Il contribue en 1962 à faire passer les maquisards de la wilaya I dans le camp du groupe de Tlemcen, puis prend le commandement de la 5e région militaire. Après le cessez-le-feu du 19 mars, il facilite l'intégration d'environ 500 harkis dans les rangs de l'armée.
Chef d'état-major de l'Armée nationale populaire en 1963, il est à la tête du petit groupe de militaires qui arrête le président Ahmed Ben Bella, conduisant au coup d'État du 19 juin 1965. Il devient alors membre du Conseil de la Révolution.
Mécontent de la place faite aux ex-maquisards (de l'intérieur) au sein de l'Armée algérienne (ANP) par rapport aux militaires de l'ex-Armée des frontières, il tente un coup d'État en décembre 1967 et échoue dans son entreprise,. Le 23 juillet 1969, il est condamné à mort avec cinq de ses co-accusés dont Amar Mellah.
Tahar Zbiri vit alors en exil dans divers pays d'Afrique du Nord et d'Europe et rentre en Algérie après la mort de Houari Boumédiène. Il publie ses mémoires en 2011. Dans cet ouvrage, il raconte son exil lorsqu'il contacte Krim Belkacem  puis Hocine Aït Ahmed ensuite qui tentera de lui obtenir l'asile politique en Suisse et enfin au Maroc ou Mohamed Boudiaf qui lui remet une somme d'argent tout en lui reprochant son appui à Boumediene en 1962.
Il est nommé sénateur du tiers présidentiel le 9 janvier 2016.
Tahar Zbiri meurt à Alger le 30 octobre 2024, à l'âge de 95 ans. Il est inhumé au cimetière d'El Alia.

## Décoration
- Athir de l'ordre du Mérite national d'Algérie.

## Publications
- (ar) Tahar Zbiri, Un demi-siècle de combat, Alger, Chourouk, 2011, 428 p. (ISBN 9789961995150).
- Tahar Zbiri (trad. de l'arabe), Mémoires du dernier chef historique des Aurès : 1929-1962, Alger, éditions ANEP, 2010, 364 p. (ISBN 978-994-721487-9).